# Maihueniopsis
Maihueniopsis  ( din grecescul opsis "vedere" , referindu-se la asemănarea cu Maihuenia ) este un gen de cactus din familia Cactaceae și conține 18 specii.
- Puna R.Kiesling es sinónimo de Maihueniopsis.

## Specii
- Maihueniopsis archiconoidea F.Ritter
- Maihueniopsis atacamensis (Phil.) F.Ritter
- Maihueniopsis bonnieae (D.J.Ferguson & R.Kiesling) E.F.Anderson
- Maihueniopsis camachoi (Espinosa) F.Ritter
- Maihueniopsis clavarioides (Otto ex Pfeiff.) E.F.Anderson
- Maihueniopsis colorea (F.Ritter) F.Ritter
- Maihueniopsis crassispina F.Ritter
- Maihueniopsis darwinii (Hensl.) F.Ritter
- Maihueniopsis domeykoensis F.Ritter
- Maihueniopsis glomerata (Haw.) R.Kiesling
- Maihueniopsis grandiflora F.Ritter
- Maihueniopsis minuta (Backeb.) R.Kiesling
- Maihueniopsis nigrispina (K.Schum.) R.Kiesling
- Maihueniopsis ovata (Pfeiff.) F.Ritter
- Maihueniopsis rahmeri (Phil.) F.Ritter
- Maihueniopsis subterranea (R.E.Fr.) E.F.Anderson
- Maihueniopsis tarapacana (Phil.) F.Ritter
- Maihueniopsis wagenknechtii F.Ritter